# Annie Chapman

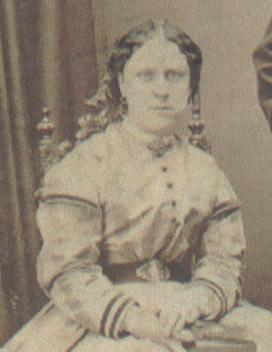
Annie Chapman im Jahre 1869

Annie Chapman (* September 1841; † 8. September 1888 in Whitechapel, London) gilt als das zweite Opfer der Whitechapel-Morde des berüchtigten Serienmörders Jack the Ripper (engl. Jack, der Schlitzer), der im späten Sommer und Herbst 1888 mehrere Prostituierte im Elendsviertel Whitechapel in London tötete und verstümmelte.

## Allgemeines
Wie auch bei anderen Opfern des Frauenmörders gibt es einige Unstimmigkeiten bezüglich ihrer persönlichen Angaben. Ihr Spitzname war Dark Annie. Zum Zeitpunkt ihres Todes war sie 47 Jahre alt, mittellos und in schlechter gesundheitlicher Verfassung. Ihre Körpergröße wurde auf fünf Fuß (1,55 Meter) geschätzt. Berichten nach war sie eine brünette Person mit blauen Augen.

## Früheres Leben
Chapman wurde im September 1841 unter dem Namen Eliza Ann Smith geboren. Sie war die Tochter von George Smith und Ruth Chapman. Ihre Eltern heirateten am 22. Februar 1842 im Londoner Stadtteil Paddington, fast sechs Monate nach der Geburt ihrer Tochter. George Smith diente zu dieser Zeit im 2nd Regiment of Life Guards und arbeitete später als Hausbediensteter.

## Ehe und Kinder
Am 1. Mai 1869 heiratete Annie Chapman den mütterlicherseits verwandten Kutscher John Chapman. Für einige Jahre lebten die Eheleute im Stadtteil West-London und bekamen drei Kinder:
- Emily Ruth Chapman (* 1870),
- Annie Georgina Chapman (* 1873),
- John Chapman (* 1880).

1881 zogen sie ins ländliche Clewer in Berkshire, wo John Chapman eine Anstellung als Kutscher auf dem Hof eines Vogtes annahm. Ihr Sohn John wurde mit Behinderungen geboren. Die erstgeborene Tochter, Emily Ruth, starb kurz nach ihrem zwölften Lebensjahr an einer Gehirnhautentzündung. Aufgrund des schweren Schicksals mit ihren Kindern begannen sowohl Annie Chapman als auch ihr Ehemann, stark zu trinken und trennten sich im Jahre 1884 oder 1885.
Zum Zeitpunkt des Todes von Annie Chapman war ihr Sohn John in einer karitativen Schule und die zweite Tochter Annie Georgina reiste mit einem Zirkus durch Frankreich.

## Leben in Whitechapel
Annie Chapman zog daraufhin nach Whitechapel, wo sie 1886 mit einem Mann zusammenlebte, der Drahtsiebe herstellte. Daher wurde sie vielfach als Annie Sievey oder Siffey (vom engl. sieve, Sieb) bezeichnet. Für drei oder vier Jahre erhielt sie von ihrem Ehemann John Chapman eine wöchentliche Unterstützung in Höhe von zehn Schilling. Mit dem Tod des Ehemannes Ende 1886 endeten die Zahlungen. Der Siebmacher verließ Annie Chapman aufgrund ihrer nun fehlenden Einkünfte wenig später. Einer ihrer Freunde sagte später aus, dass Annie Chapman aufgrund dieser Vorfälle depressiv wurde und es mit ihr abwärtsging.
Im Jahre 1888 lebte Annie Chapman in einem common lodging house in Whitechapel. Gelegentlich war sie in Begleitung des Maurer-Hilfsarbeiters Edward Stanley, verdiente ein wenig mit Häkelarbeiten, stellte Sofaschoner her und verkaufte Blumen. Auch ergänzte sie ihr Einkommen durch gelegentliche Prostitution. Bekannte beschrieben sie als harmlose und als die kultivierteste Frau in der Gegend, obwohl sie regelmäßig trank und ihre Gesundheit stark angeschlagen war.
Zirka eine Woche vor ihrem Tod fühlte Annie Chapman sich schlecht, nachdem sie in einem Streit von ihrer Mitbewohnerin Eliza Cooper verletzt worden war. Es wurde berichtet, dass die beiden Rivalinnen um die Zuneigung von Edward Stanley stritten.
Kurz nach Mitternacht am Morgen ihres Todes ging Annie Chapman (ähnlich wie Mary Ann Nichols) aus, um Geld für ihre Unterkunft zu besorgen. Eine Elizabeth Long gab an, um 5:30 Uhr einen Mann und eine Frau, von der sie annahm, dass es sich dabei um Chapman handelte, vor dem Haus Hanbury Street 29 gesehen zu haben. Wenn dies richtig ist, wäre Long die letzte, die Chapman lebend gesehen hat. Dies widerspricht allerdings den Ergebnissen der späteren Obduktion.

## Entdeckung des Leichnams
Chapmans Leichnam wurde am 8. September 1888 gegen 6 Uhr morgens im Hinterhof des Hauses Hanbury Street 29 gefunden.
Chapman wurde mit durchschnittener Kehle gefunden. Ihr Unterleib war aufgeschnitten und komplett ausgeweidet. Die Eingeweide waren über ihre rechte Schulter geworfen worden. Ihr Mörder hatte ihre Gebärmutter und einen Teil der Bauchdecke um den Bauchnabel herum mitgenommen.
Diese Tat war das riskanteste der Verbrechen des Frauenmörders. Chapman wurde wahrscheinlich gegen 5:30 Uhr morgens im Hof eines Hauses getötet, das von 17 Menschen bewohnt wurde, von denen einige zu dieser Zeit bereits wach waren und den Hof einsehen konnten. Der einzige Fluchtweg führte durch einen schmalen Durchgang durch das Gebäude, aus dem auch der Arbeiter kam, der den Leichnam Chapmans fand. Die Bewohner hatten jedoch zur Tatzeit nichts gesehen und gehört.
Der Arzt George Bagster Phillips, der den Leichnam obduzierte, stellte fest, dass der gegenwärtige schlechte Gesundheitszustand durch eine Tuberkulose verursacht wurde. Spätere Forscher vermuteten, dass die gesundheitlichen Probleme teilweise durch eine Syphilis hervorgerufen wurden. Phillips kam zudem zum Ergebnis, dass Chapman mindestens zwei Stunden tot und zum Todeszeitpunkt nüchtern gewesen war.